# ぬえ塚
ぬえ塚は、兵庫県芦屋市浜芦屋町にある石造物である。

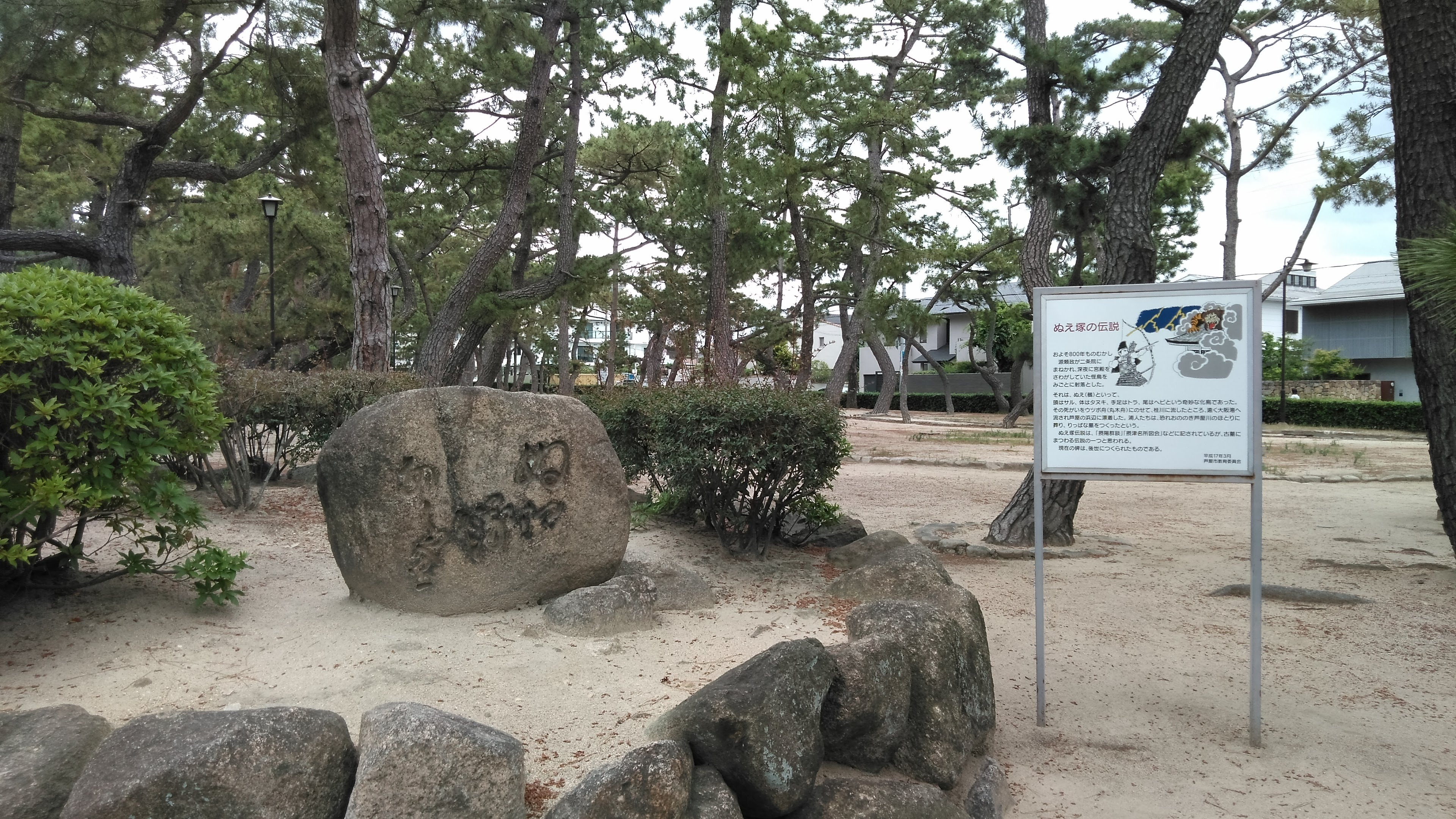
ぬえ塚の石碑と現地解説版

## 概要
1917(大正6)年に建てられた。
江戸時代の地誌『摂陽群談』『摂津名所図会』などに、ぬえ塚の伝説が書かれている。
『摂津名所図会』からは住吉川と芦屋川の間にあったことがわかるが、実際の塚の位置はわからない。
今では、芦屋公園内に「ぬえ塚」という石碑が建てられており、現在の碑がつくられたのは後になってからである。
現地には解説版がある。

## ぬえ塚の伝説
およそ800年前に、源頼政が京都の御所を騒がす鵺という鳥に似た鳴き声の怪物を弓矢で射殺した。その怪物の死体に近づいて見ると、頭がサル、体がタヌキ、手足がトラ、尾が蛇の妖怪だった。京都の人々は殺された妖怪のたたりを恐れて、その遺骸を丸木舟に乗せて加茂川に流した。やがて淀川を流れ、大阪湾を漂い、芦屋川と住吉川の間の浜に打ち上げられた。浜辺の人々はたたりを恐れて、丁寧に塚を作って葬った。この塚を「ぬえ塚」と呼ぶ。

## 設置場所
- 兵庫県芦屋市浜芦屋町　芦屋川沿いのテニスコート北側　松原公園内